# Moreton Bay (vik i Australien, Queensland, Brisbane)
Moreton Bay är en vik i Australien. Den ligger i kommunen Brisbane och delstaten Queensland, omkring 32 kilometer nordost om delstatshuvudstaden Brisbane. Arean är 1,5 kvadratkilometer.
Genomsnittlig årsnederbörd är 1 434 millimeter. Den regnigaste månaden är januari, med i genomsnitt 283 mm nederbörd, och den torraste är oktober, med 22 mm nederbörd.